# プラザ・レストラン
プラザ・レストラン（Plaza Restaurant）は東京ディズニーランド(TDL)のトゥモローランドに存在したレストラン。

## 概要
| プラザ・レストラン | プラザ・レストラン                                   |
| ------------------ | ---------------------------------------------------- |
| オープン日         | 1983年4月15日 (東京ディズニーランドと同時にオープン) |
| クローズ日         | 2017年1月4日                                         |
| スポンサー         | なし                                                 |
| タイプ             | カウンターサービス                                   |
| 座席数             | 約730席（テラス席あり）                              |
| PS                 | 対象外                                               |

ライスボウル（丼もの）を中心としたメニューを販売しており、TDLの中で「トゥモローランド・テラス」に次ぐ広さをもつ。
元々このレストランは1983年のオープン以来、「トゥモローランド・テラス」と同じくハンバーガーやフライドポテトなどのファーストフードのメニューを扱っていた。当初はキッコーマン（デルモンテ名義）がスポンサーについていた。
2006年2月25日にリニューアルし、現在のメニューになった。これに伴い内装もリニューアルされ仕切りの壁が新しく造られた。レジカウンター頭上にあるメニュー表も新しく液晶画面になり、見やすくなった。
このレストランには出入り口が数ヶ所存在ありどこからでも出入りできるが、混雑時などでは出入り口が入口専用、出口専用に分けられることがある。
2016年11月22日、プラズマ・レイズ・ダイナーの新設により2017年1月4日でクローズすることが発表された。